# 대승아비달마잡집론소 권13~14
대승아비달마잡집론소 권13~14(大乘阿毗達磨雜集論疏 卷十三~十四)는 전라남도 순천시 송광면 신평리, 송광사에 있는 고려시대의 목판본 불경이다. 1963년 1월 21일 대한민국의 보물 제205호로 지정되었다.

## 개요
불경은 크게 경(經), 율(律), 론(論)의 삼장(三藏)으로 나눌 수 있는데, 이중 ‘론(論)’이란 부처님의 설법을 조직적으로 설명한 것을 가리킨다. 아비달마집론은 부처님의 열반에 관해 설명한 것으로, 여기에 안혜(安慧)가 해설을 붙이고 현장(玄장)이 한문으로 번역한 것을 아비달마잡집론이라 한다.
이 책은 아비달마잡집론에 신라의 현범(玄範)이 다시 해설을 붙인 것으로, 전체 16권 중 권13과 권14를 각기 1책으로 묶은 것이다. 책의 끝에 고려 선종 10년(1093)에 만들었다는 기록이 있어 원래 교장(敎藏)의 하나로 만들어졌음을 알 수 있다.
이 책은 조선 세조 때 간경도감<刊經都監:세조 7년(1461) 불경을 한글로 풀이하여 간행하기 위해 설치한 기구>에서 교장(敎藏)을 원본으로 하여 다시 목판에 새긴 후 찍어낸 것이다.

## 참고 자료
- 대승아비달마잡집론소 권13~14 - 국가유산청 국가유산포털